# Arranque en frío
El arranque en frío (en inglés: cold start), es un problema potencial de los equipos basado en sistemas de información, que implican un grado de automatizado de datos de modelos. En concreto, se refiere a la cuestión donde el sistema no puede extraer inferencias para los usuarios o temas sobre los que aún no ha reunido suficiente información.

## Sistemas Afectados
El problema de arranque en frío, es común en los sistemas de recomendación. Los sistemas de recomendación forman un tipo específico de técnicas de filtrado de información que  tratan de presentar información por ítems (películas, música, libros, noticias, imágenes y páginas Web) que son de probable interés para los usuarios. Típicamente, un sistema recomendador compara el perfil de usuario con algunas características de referencia. Estas características pueden ser desde ítems de información (aproximaciones basadas en contenido) o basado en el ambiente social en el cual se desenvuelven los usuarios (la aproximación de filtrado colaborativo)
En el enfoque basado en el contenido, el sistema debe ser capaz de hacer coincidir las características de un elemento en contra de las características más importantes en el perfil del usuario. Para ello, es preciso construir un modelo lo suficientemente detallado de los gustos del usuario y sus preferencias a través de la especificación de sus preferencias. Esto puede hacerse ya sea explícitamente (realizando preguntas al usuario) o implícitamente (por la observación del comportamiento del usuario). En ambos casos, el problema de arranque en frío implicaría que el usuario tiene que dedicar una cantidad de esfuerzos utilizando el sistema en su estado ‘mudo’ lo cual contribuye a la construcción de su perfil de usuario  antes de que el sistema pueda empezar a proporcionar cualquier recomendación inteligente. 
En el enfoque de filtrado de colaboración, el sistema de recomendación debería identificar a los usuarios que comparten las mismas preferencias (por ejemplo: patrones de calificación) con la participación activa del usuario, y proponer temas los cuales sugieran ideas afines a favor de los usuarios (y usuarios activos que aún no has sido vistos). Debido al problema de arranque en frío, este enfoque podría fallar al no considerar temas que nadie en la comunidad ha evaluado previamente.
El problema de arranque en frío también puede observarse en los agentes de interfaz. Desde cada agente se suelen aprender las preferencias del usuario implícitamente mediante la observación de los patrones en el comportamiento del usuario. Toma su tiempo antes de que el agente pueda realizar las adaptaciones personalizadas para el usuario. Aun así, su asistencia se limita a las actividades que anteriormente se ha observado que el usuario participa.

## Soluciones
En escenarios que involucran agentes de interfaz, el problema del arranque en frío puede superarse mediante la introducción de un elemento de colaboración entre los diversos agentes de la asistencia a los usuarios. De este modo, situaciones nuevas pueden ser manipuladas por otros agentes que solicitan compartir lo que ya han aprendido de sus respectivos usuarios.
En los sistemas de recomendación, el problema de arranque en frío suele ser reducido mediante la adopción de un enfoque híbrido entre el contenido basado a tono y el filtrado de colaboración. Nuevos temas (que aún no han recibido las calificaciones de la comunidad) se le asignará una calificación automática, sobre la base de las calificaciones asignadas por la comunidad a otros artículos similares. Elementos similares deberían ser determinados en función de las características de elementos basados en contenido.
La construcción del perfil del usuario puede ser automatizada mediante la integración de información procedente de otras actividades de los usuarios, como historiales de navegación. Si, por ejemplo, un usuario ha estado leyendo información acerca de un artista de música de un portal de medios de comunicación, entonces el sistema de recomendación asociados automáticamente le propone las emisiones del artista cuando el usuario visita la tienda de música.